# Heugenis, Smart en het Sterrenzwaard
Heugenis, Smart en het Sterrenzwaard (Memory, Sorrow and Thorn) is de eerste boekenserie van fantasy-schrijver Tad Williams. 
Hoewel het hier een trilogie betreft, bestaat de reeks toch uit vier boeken. Dit komt doordat het derde deel De Groene Engeltoren te omvangrijk was om in één deel te worden gebundeld, waardoor het in twee afzonderlijke delen is uitgegeven met een eigen naam.
De delen zijn:
1. De Drakentroon (The Dragonbone Chair)
2. De Steen des Afscheids (Stone of Farewell)
3a. De Groene Engeltoren: de Belegering (To Green Angel Tower: Siege)
3b: De Groene Engeltoren: het Ontzet (To Green Angel Tower: Storm)
Het eerste deel verscheen in 1988 in het Engels, de Nederlandstalige versie in 1992. Het laatste verscheen in 1994, zowel in het Engels als het Nederlands. In 1998 schreef Tad een kortverhaal getiteld De Brandende Man (The Burning Men) dat zich eveneens afspeelt in de wereld van Heugenis, Smart en het Sterrenzwaard. 

## Deel een: De Drakentroon
Het verhaal gaat over de jonge Simon die op het kasteel de Hayholt een keukenhulpje is. Simon droomt ervan een groot strijder of machtig tovenaar te worden. Op een gegeven moment krijgt hij echter de kans om leerling van de tovenaar Morgenes te worden. Die wil hem geen magie leren, maar wel lezen, schrijven en logisch nadenken. Wat Simon niet weet, is dat er in zijn land grote veranderingen op komst zijn. De oude koning Prester John overlijdt en zijn zoon Elias volgt hem op.

## Deel twee: De Steen des Afscheids

### Introductie
De opkomende macht van Ineluki de Stormkoning en zijn ondoden krijgt de wereld in een greep van eeuwige winter, tenzij zijn tegenstanders erin slagen mensen, Sithi en Qanuc te verenigen in een strijd om het voortbestaan van Osten Ard.

### Samenvatting
Na het open einde van De Drakentroon, hervatten we het verhaal waar Simon, de keukenhulp-die-avonturier-werd, het legendarische zwaard Doorn wist te bemachtigen uit de ijzige schuilplaats van Igjarjuk, de ijsdraak. Het drakenbloed dat een litteken op Simons gezicht heeft veroorzaakt, en ook een lok van zijn haar wit gemaakt, bezorgt hem de geuzennaam Simon Sneeuwlok. Ondanks dat hij nu als drakendoder door het leven gaat, is hij nog steeds de onzekere jongeman uit het begin van het verhaal, die zich steeds weer afvraagt waar hij in verzeild is geraakt.
Terwijl Simon geneest van zijn verwondingen, staan Binabik de trol en Sludig de Rimmersman terecht voor misdaden tegen het Qanuc volk. Sludig is alleen al schuldig voor het feit dat hij een Rimmersman is, dus de vijand van de Qanuc, en Binabik staat terecht voor het verlaten van zijn verloofde Sisqi. Jiriki, een Sithi prins die bij Simon in het krijt staat, is niet van plan Simon te helpen om zijn vrienden te bevrijden. Uiteindelijk slaagt Simon er in Binabik en Sludig te bevrijden, waarna ze zuidwaarts reizen om Doorn naar Jozua te brengen.
Ondertussen vlucht Jozua met een gehavende groep overlevenden uit de ruïne die eens Naglimund was. In een poging de zwaarden en pijlen van hun vijanden te ontwijken, vluchten zij naar het  Aldheorte woud, met als uiteindelijke doel het bereiken van de Steen des Afscheids, alwaar zijn volgens de overlevering de kans zullen krijgen zich te hergroeperen en herstellen. 
Verderop reist Jozua's nicht Miriamele in het twijfelachtige gezelschap van de  monnik Cadrach, een dronken en onbetrouwbare nietsnut. Hertog Isgrimnur zoekt Miriamele en hoopt haar te verenigen met Jozua voordat zij gevangen wordt, of erger. Ondertussen hangt Maegwin, de Hernystiri prinses, tussen wanhoop en waanzin terwijl zij diep in de krochten van de aarde zoekt naar hulp voor haar volk in ballingschap.
Na vele avonturen wordt Simon de eerste sterveling die Jao e-Tinukai'i mag betreden, het laatste bolwerk van de Sithi. De groep van Prins Jozua bereikt, alhoewel verraden door de leider van het zigeuner-achtige Thrithings-volk, uiteindelijk de Steen des Afscheids, alwaar zij wachten voor de aankomst van Simonen het zwaard Doorn. Terwijl de kracht van Koning Elias toeneemt, brengt de  Stormkoning eeuwige sneeuw in grote delen van Osten Ard, en alle partijen maken zich op voor een beslissende slag bij de Steen.

### Belangrijkste karakters in "De Steen Des Afscheids"

#### Qanuc
- Binabik
- Sisqi (Binabiks "verloofde")
- De Herder en de Jageres

#### Sithi
- Jiriki
- Ineluki de Stormkoning
- Amerasu (Jiriki's overgrootmoeder)
- Aditu (Jiriki's zus)

#### Erkynlanders
- Seoman Sneeuwlok (Simon, de hoofdpersoon)
- Prins Jozua Eénhand
- Koning Elias
- Guthwulf, Graaf van Utanyeat
- Prinses Miriamele

#### Rimmersmannen
- Sludig
- Hertog Isgrimnur
- Ingen Jegger

#### Hernystiri
- Cadrach
- Maegwin (dochter van Koning Lluth)
- Eolair (vriend van Maegwin, Graaf)

#### Overigen
- Geloë (tovenaresse)
- Pryrates (Nabbani, Tovenaar)
- Tiamak de Wrannaman
- Heer Camaris
- Utuk'ku de Nornkoningin
- Qantaqa (wolf van Binabik)